# Mike Henry
Michael Robert "Mike" Henry (ur. 7 listopada 1965 w Pontiac) – amerykański pisarz, producent, piosenkarz, aktor dubbingowy i komik.
Uczęszczał do Collegiate School. Największą popularność przyniosła mu praca przy serialu Family Guy, którego jest współtwórcą, producentem i aktorem dubbingowym. Henry użycza głosu wielu postaciom, m.in. Clevelandowi Brownowi, Herbertowi oraz Bruce’owi. Piąty sezon serialu zapewnił aktorowi miejsce wśród najważniejszych członków obsady.
Na podstawie serialu Family Guy powstała produkcja autorstwa Henry’ego, Setha MacFarlane’a oraz Richarda Appela pt. The Cleveland Show, której głównym bohaterem jest Cleveland i jego nowa rodzina. Premiera miała miejsce 27 września 2009 roku.